# Hannah Höch

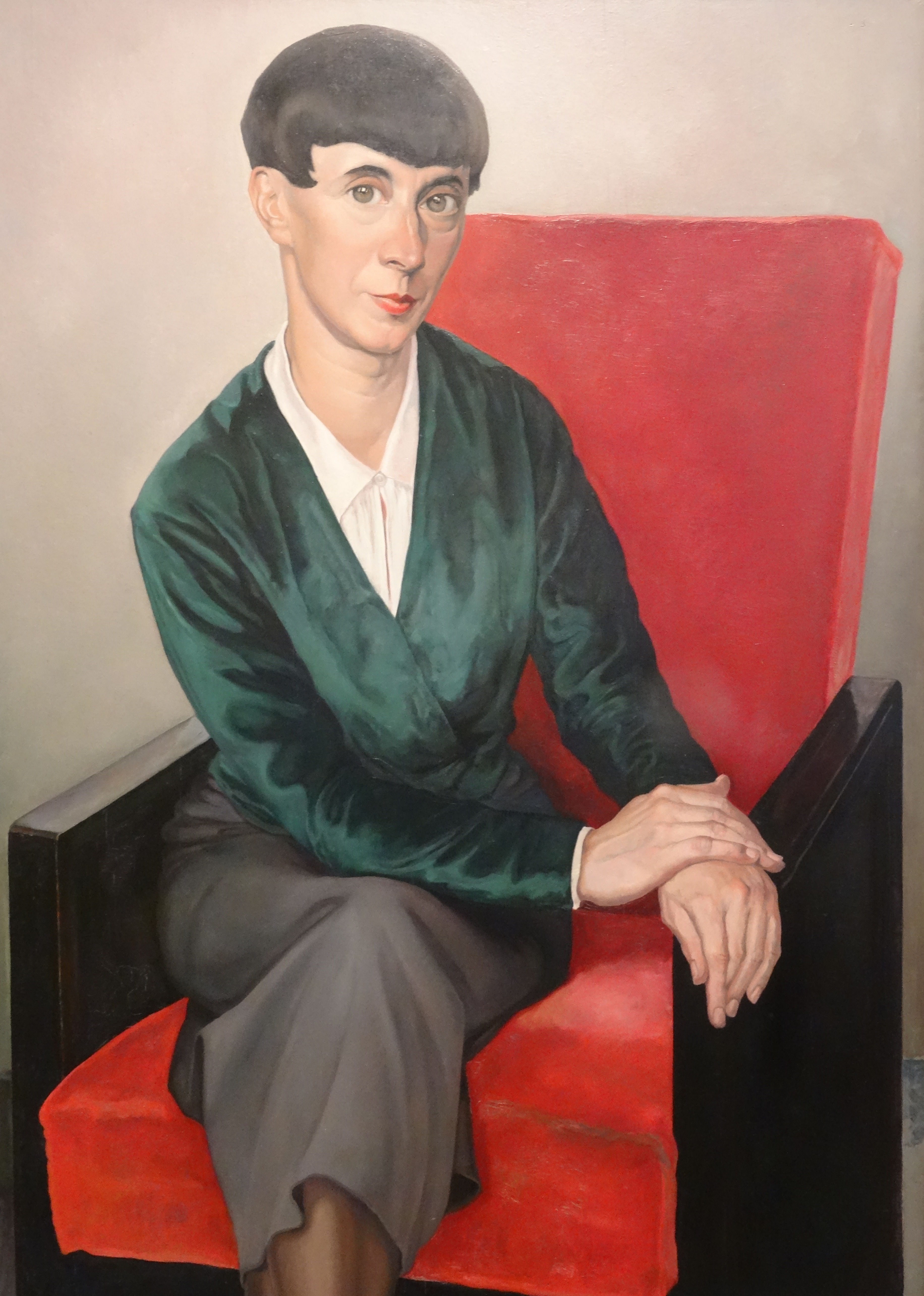
Chris Lebeau: Porträt Hannah Höch, 1933

Hannah Höch, eigentlich Anna Therese Johanne Höch (* 1. November 1889 in Gotha; † 31. Mai 1978 in West-Berlin), war eine deutsche Malerin, Grafikerin und Collagekünstlerin des Dadaismus.

## Leben und Werk
Hannah Höch war die Tochter eines Versicherungsdirektors, ihre Mutter war Hobbymalerin. Sie besuchte von 1896 bis 1904 die Höhere Töchterschule in Gotha. Mit 15 Jahren musste sie die Schule abbrechen, um sich um ihre Geschwister zu kümmern.

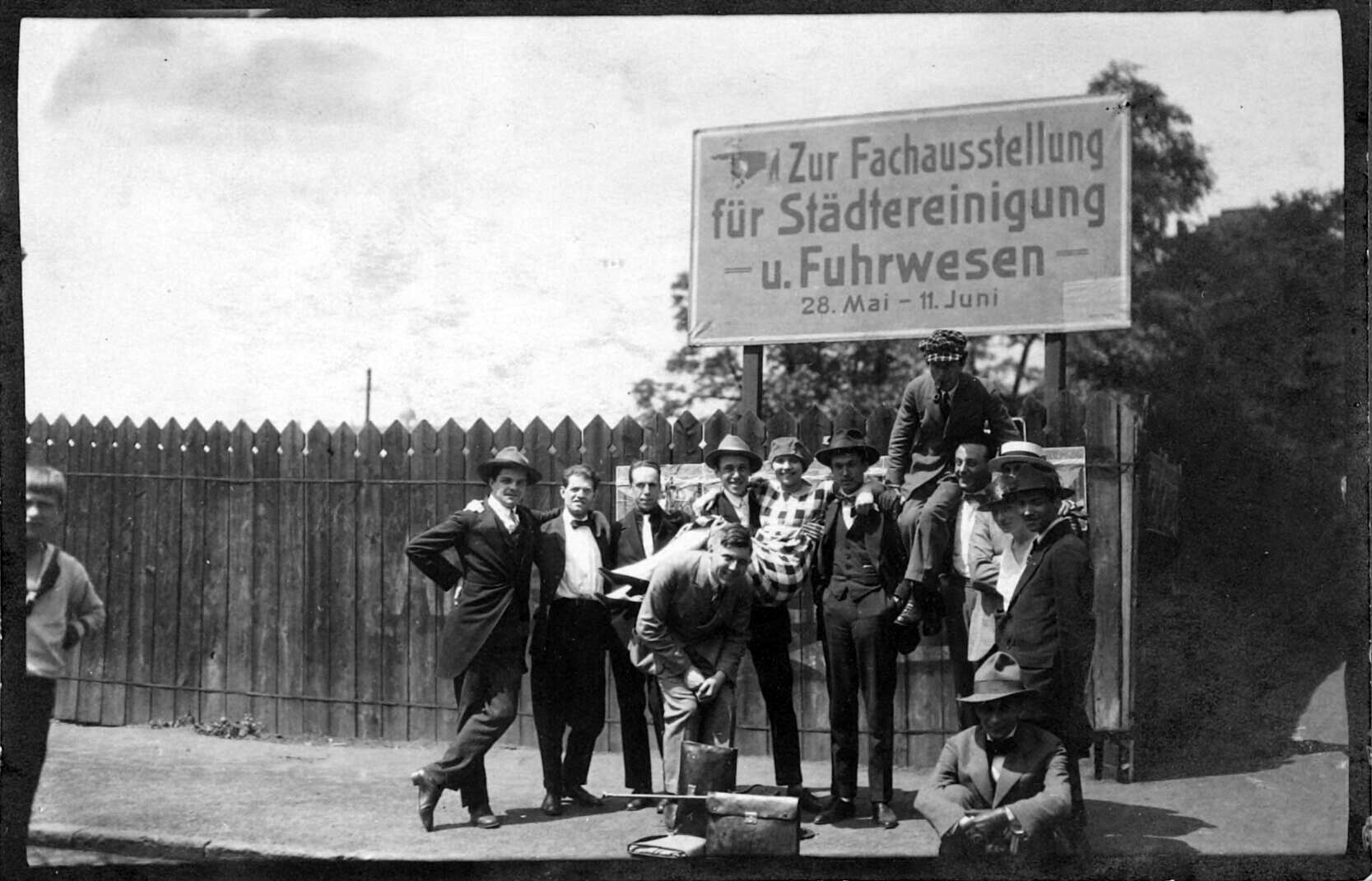
Erster Internationaler Kongreß fortschrittlicher Künstler, Düsseldorf 1922, Hannah Höch zweite von rechts

1912 immatrikulierte sich Höch an der Kunstgewerbeschule in Berlin und emanzipierte sich so von ihrem bürgerlichen Elternhaus. Als 1914 der Erste Weltkrieg ausbrach, reiste Höch nach Köln, um eine große Werkbund-Ausstellung zu besichtigen. Im darauf folgenden Jahr wurde sie an der Unterrichtsanstalt des Kunstgewerbemuseums Berlin Schülerin von Emil Orlik. Dort lernte sie 1915 den bereits verheirateten Raoul Hausmann kennen und ging mit ihm eine Liebesbeziehung ein, die sieben Jahre dauerte. Höch wurde lange als Frau in der Kunst vor allem als Dadaistin an Hausmanns Seite und nicht als eigenständige Künstlerin gesehen. Mit ihm entwickelte sie stilistisch die Fotomontage. In den Jahren 1916 bis 1926 war sie für den Ullstein Verlag tätig, meist für die Zeitschriftenverlage. Über Hausmann lernte sie 1917 die dadaistischen Zirkel Berlins kennen. 1919 stand sie in einer Dada-Revue mit einer Kinderpistole und Topfdeckeln auf der Bühne.

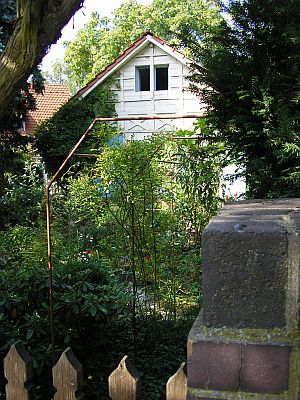
Wohnhaus von Hannah Höch, 1939–1978, in Berlin-Heiligensee

1920 nahm sie an der Ersten Internationalen Dada-Messe teil und wirkte ab diesem Jahr bei den jährlichen Ausstellungen der Novembergruppe mit. Im selben Jahr besuchte sie zusammen mit Hausmann die Dadaisten in Prag. 1922 trennte sich Höch von Hausmann. Dieser rief ihr nach der Trennung hinterher, sie sei nie „Mitglied des Clubs“ gewesen. Höch sagte später, durchaus selbstkritisch: „Wenn ich nicht viel meiner Zeit dafür aufgewendet hätte, mich um ihn zu kümmern und ihn zu ermutigen, hätte ich selbst mehr erreicht.“

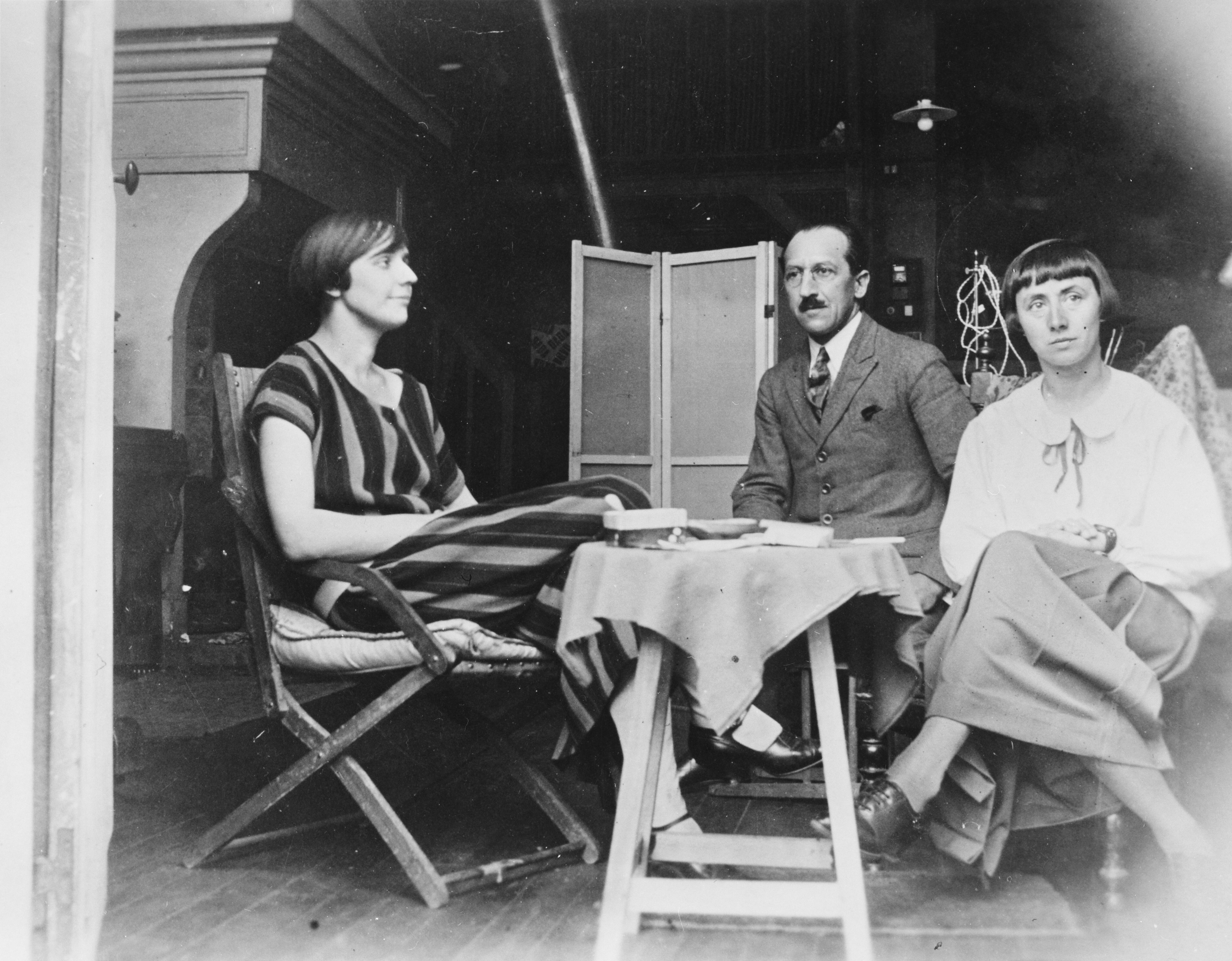
Nelly van Doesburg, Piet Mondrian und Hannah Höch im Studio von Theo van Doesburg, April 1924

1924 reiste sie zum ersten Mal nach Paris. Auf der Rückreise besuchte sie Piet Mondrian und seine Gruppe De Stijl. Die Sowjetunion ermöglichte Höch 1924, an einer Ausstellung teilzunehmen. Die Deutsche Kunstgemeinschaft in Berlin lud sie 1925 zu einer Ausstellung ein. 1929 nahm Höch mit mehreren Arbeiten an der internationalen Ausstellung des Deutschen Werkbunds, Film und Foto, teil.
1926 lernte sie die niederländische Schriftstellerin Til Brugman kennen, mit der sie 1929 in Den Haag und dann bis 1936 in Berlin zusammen lebte und arbeitete. Ihr gemeinsames Buch Scheingehacktes erschien 1935 in der Rabenpresse von Victor Otto Stomps. Avantgardisten wie Theo van Doesburg und Kurt Schwitters äußerten sich teilweise ablehnend über diese  Beziehung.
1932 bekam Höch die Möglichkeit, in den USA auszustellen. In der Zeit des Nationalsozialismus galt Höchs Werk als „Entartete Kunst“ und war mit einem Ausstellungsverbot belegt. Bis 1938 bestritt sie ihren Lebensunterhalt mit Entwürfen zu Schutzumschlägen für Romane, die im Zeitschriftenverlag A.G. (Z.A.G.) erschienen. Der Verleger dieser Bücher war ihr niederländischer Freund Anthon Bakels, der ihr auch eine lebensrettende Operation im Jahr 1934 bezahlte.
Irgendwann zwischen 1935 und 1937 trennte sich Höch von Brugman. 1938 heiratete sie den 21 Jahre jüngeren Handelsvertreter Kurt Heinz Matthies, von dem sie 1944 geschieden wurde; mit ihm war sie teilweise monatelang kreuz und quer durch das nationalsozialistische Deutschland, auch im benachbarten besetzten Ausland (z. B. Niederlande) unterwegs. Stationen, Erlebnisse usw. während dieser Autofahrten, teilweise mit einem Wohnanhänger, hat sie in Terminkalendern stichwortartig festgehalten und so u. a. ihr Erleben der Novemberpogrome 1938 oder des deutschen Überfalls auf Polen dokumentiert.
Als nach dem Ende der NS-Zeit in Deutschland wieder avantgardistische Kunst gezeigt werden konnte, war Höch 1946 bei der Fantasten-Ausstellung der Berliner Galerie Gerd Rosen mit zehn Werken vertreten.

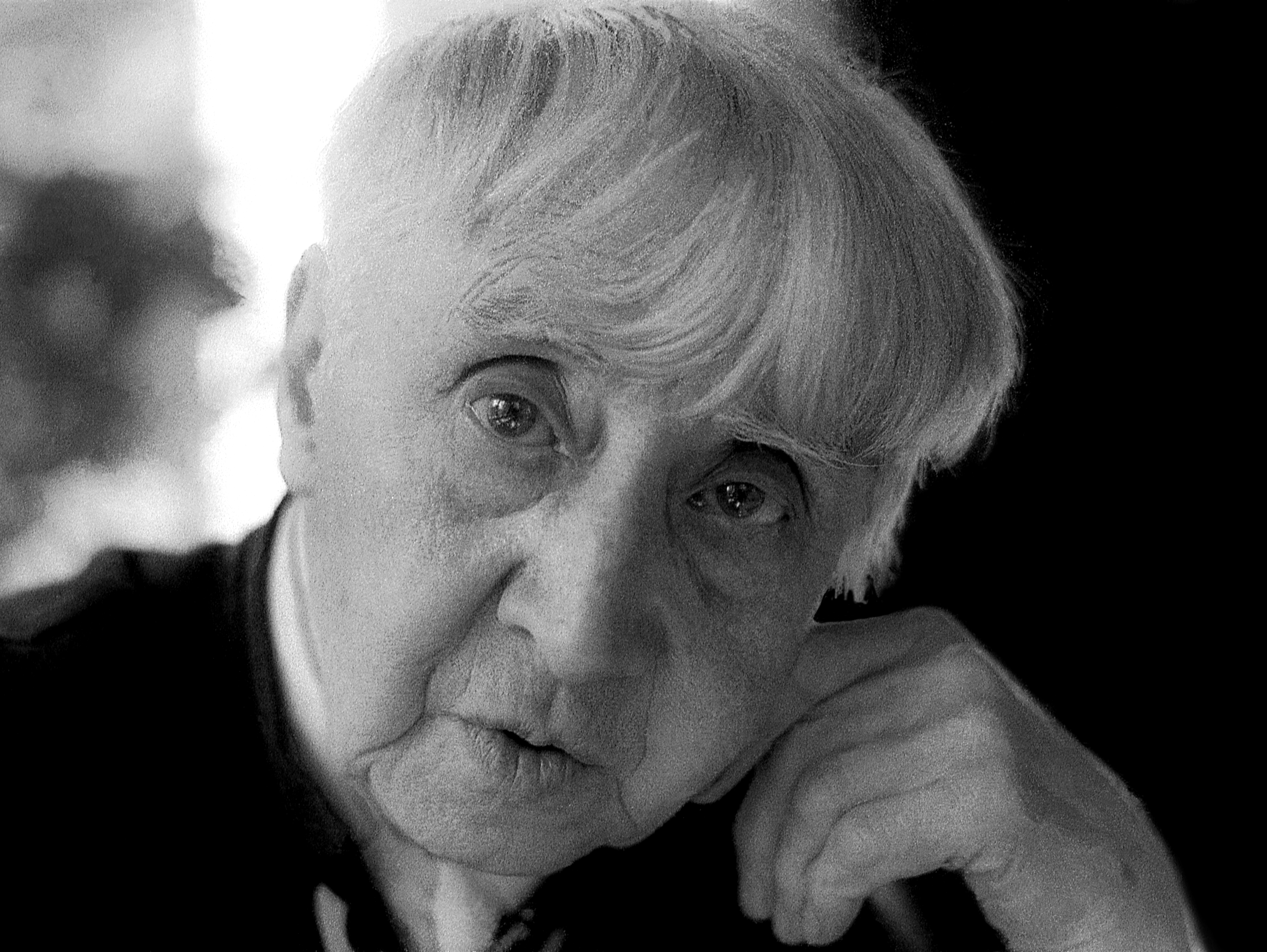
Hannah Höch, 1974

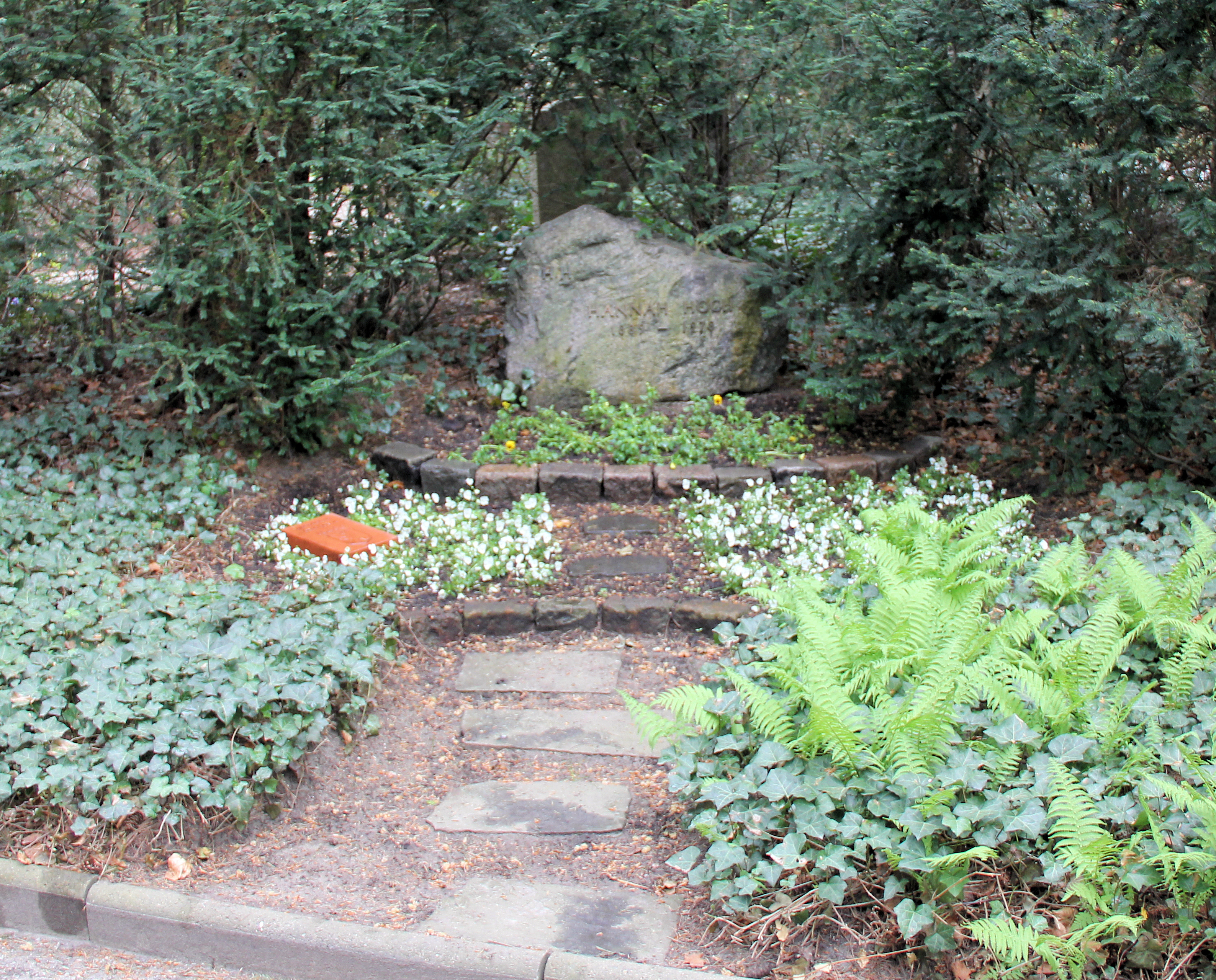
Hannah Höchs Ehrengrab

Einige von Höchs späten Werken, darunter Am Tränenpfuhl (1956) und Ausmontierte Seelen (1958), „strahlen die grelle Künstlichkeit von Autolack, Folien oder Plastik aus.“
1965 wurde Hannah Höch an die Akademie der Künste in West-Berlin berufen. Sie war Mitglied im Deutschen Künstlerbund.
Am 31. Mai 1978 starb Hannah Höch im Alter von 88 Jahren in Berlin; beigesetzt wurde sie auf dem landeseigenen Friedhof Heiligensee. Die Grabstätte in der Abt. 19 UR-6-15 gehört zu den Ehrengräbern des Landes Berlin.

## Ehrungen
Die Ausstellung des Europarates 1977 in der Akademie der Künste zu „Tendenzen der 20er Jahre“ zeichnete Hannah Höch dadurch aus, dass 24 ihrer Werke gezeigt wurden. Im selben Jahr, 1977, verlieh die Stadt Berlin (West-Berlin) der Künstlerin eine Ehrenprofessur.
Seit 1996 wird vom Land Berlin der mit 15.000 Euro dotierte Hannah-Höch-Preis für ein hervorragendes künstlerisches Lebenswerk verliehen. Am Geburtstag der Künstlerin, dem 1. November, veranstaltet die Stadt Gotha jährlich die Hannah-Höch-Ehrung. Die Veranstaltung wird zum Anlass genommen, das künstlerische Schaffen von Gothaer Frauen zu würdigen.
Die Stadt Gotha benannte einen Weg im Stadtteil Sundhausen nach der Künstlerin und in Wolfsburg ist eine Straße nach ihr benannt. Außerdem trägt eine Buchhandlung auf Gothas Hauptmarkt ihren Namen. Im Märkischen Viertel in Berlin gibt es eine Hannah-Höch-Gemeinschaftsschule und in Berlin-Friedenau, wo die Künstlerin von 1917 bis 1933 lebte, einen Hannah-Höch-Weg.

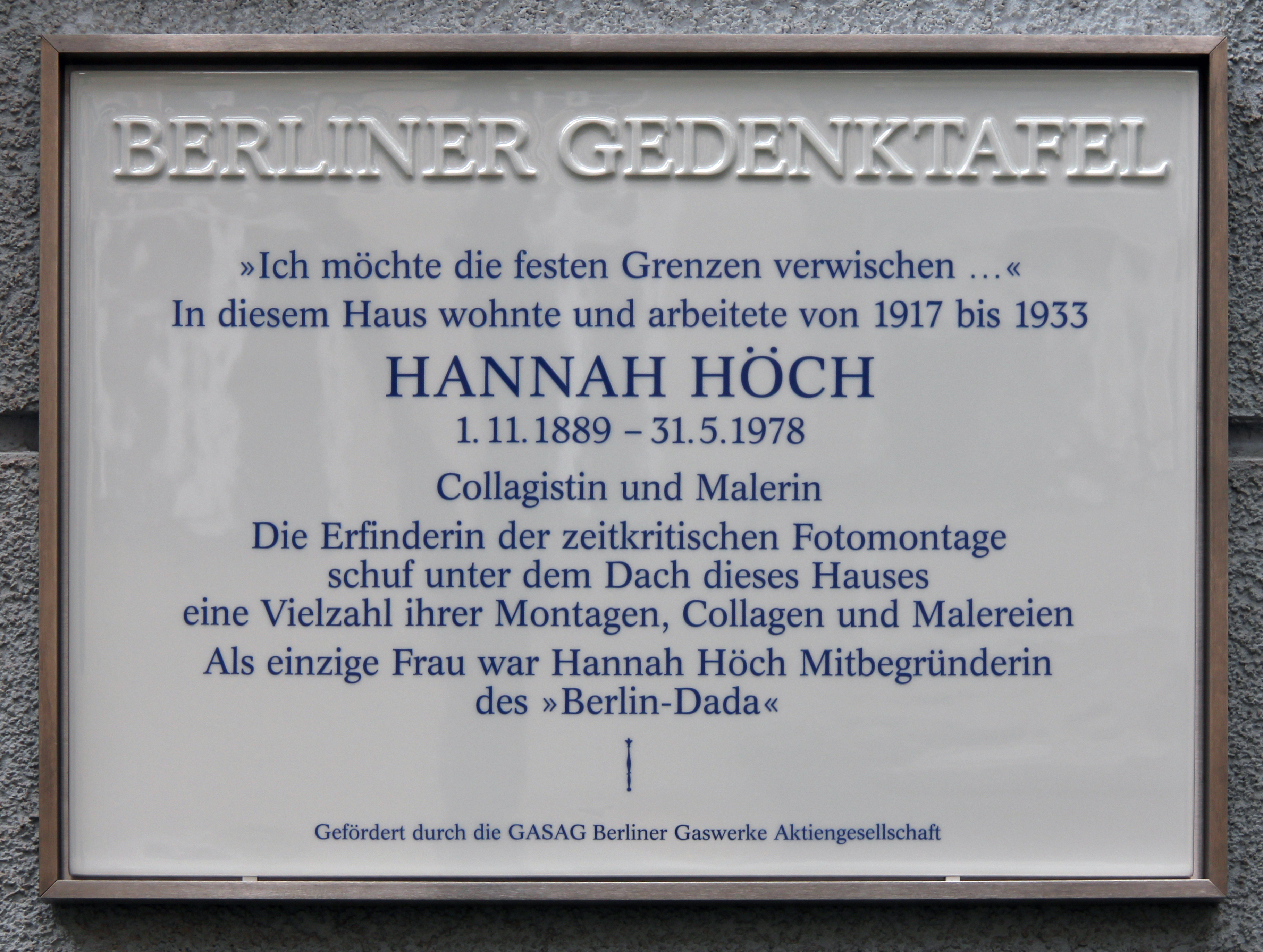
Berliner Gedenktafel, Büsingstraße 16, in Berlin-Friedenau, Wohnort von Höch 1917–1933
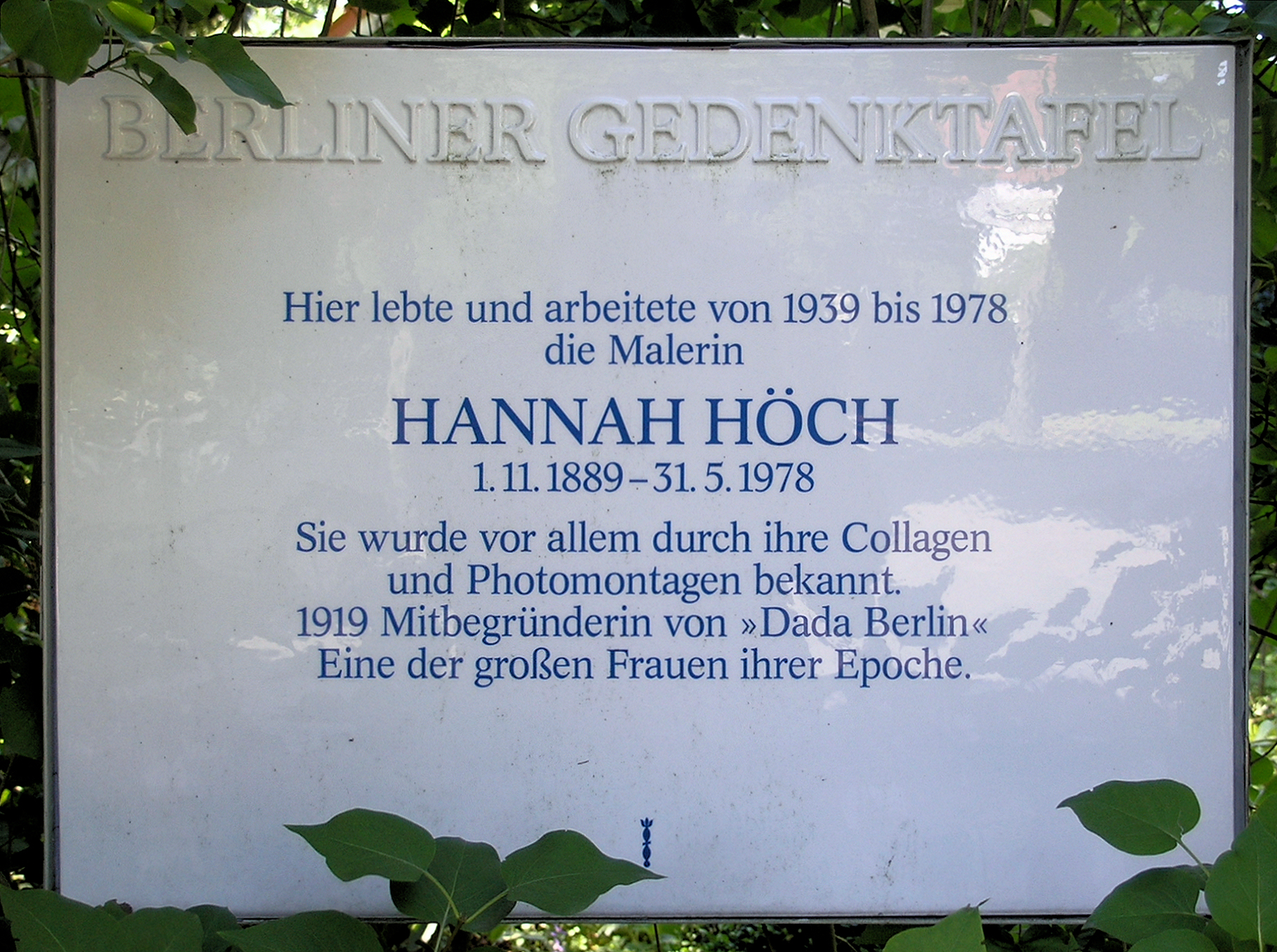
Berliner Gedenktafel, An der Wildbahn 33 an ihrem Haus in Berlin-Heiligensee, Wohnort von Höch 1939–1978

## Werke (Auswahl)
Werke in der Berliner Dada-Messe 1920
 Externer Weblink !
- Schnitt mit dem Küchenmesser. Dada durch die letzte Weimarer Bierbauchkulturepoche Deutschlands 1919
- Da-Dandy 1919

- 1919: Schnitt mit dem Küchenmesser. Dada durch die letzte Weimarer Bierbauchkulturepoche Deutschlands, Neue Nationalgalerie, Berlin. In diesem fast einen Quadratmeter großen, durchkomponierten Wimmelbild montierte Höch aus Schnipseln aus Magazinen und Zeitungen Buchstaben und Wortfetzen wie anti oder dada zwischen die abgebildeten Maschinen- und Körperteile. So zerfällt das Ganze in viele Perspektiven.
- 1921: Mensch und Maschine, Nürnberg, Germanisches Nationalmuseum, Gm 1943, Öl auf Leinwand, 107 cm × 85 cm
- 1926: Aus einem ethnographischen Museum, Nürnberg, Germanisches Nationalmuseum, Hz 6899 (Leihgabe aus dem Nachlass), Collagen.
- 1936: Herbst im Berliner Volkspark Jungfernheide, Öl auf Leinwand, Darmstadt, Hessisches Landesmuseum, Stiftung aus Privatbesitz 2012.[9]
- 1945: Bilderbuch, postum erschienen bei The Green Box, Berlin 2008, ISBN 978-3-908175-35-3

## Rezeption

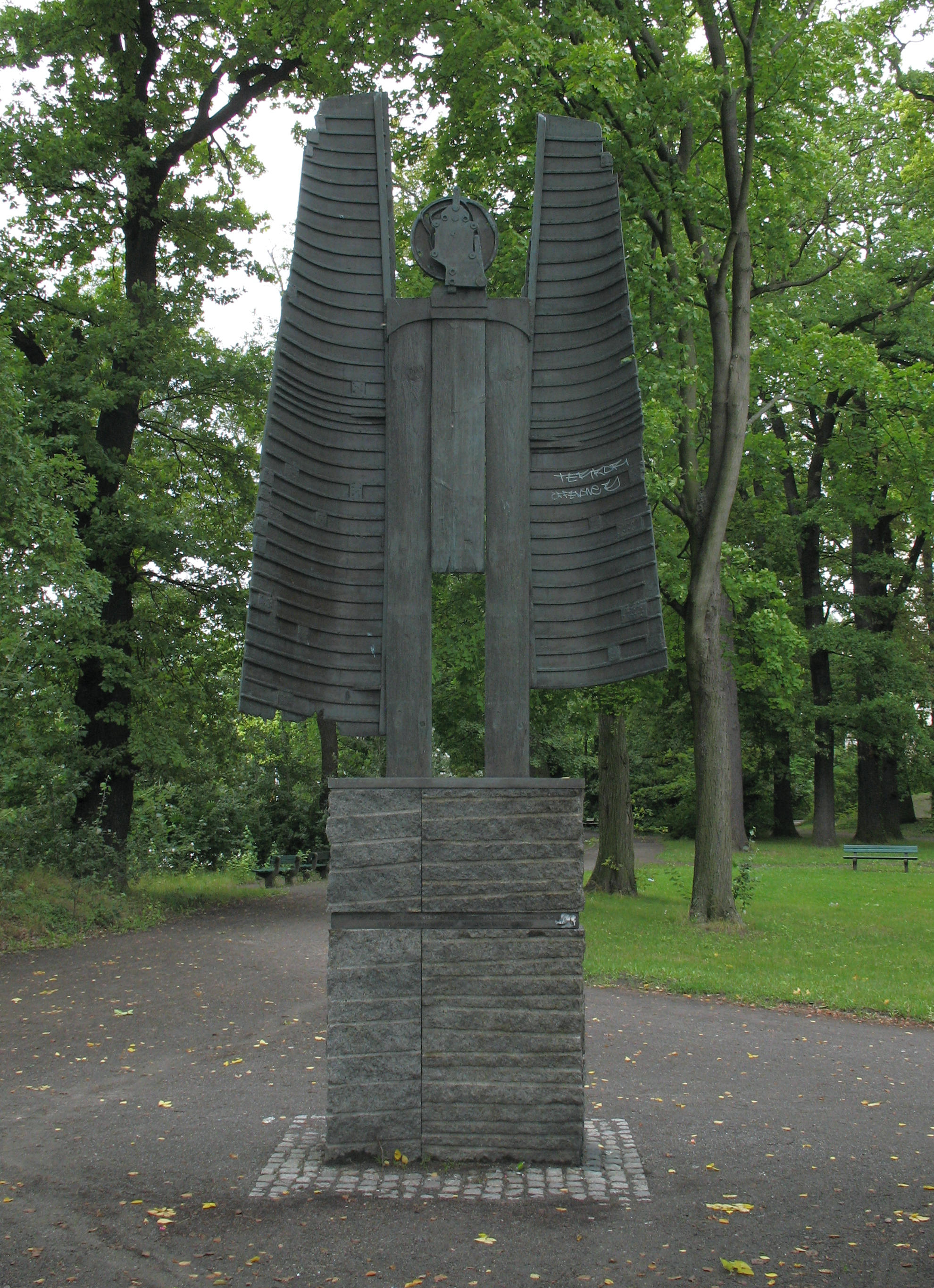
„Der archaische Erzengel von Heiligensee“ von Siegfried Kühl zu Ehren Hannah Höchs am Großen Malchsee in Berlin-Tegel

Bei der nachmals berühmten „Dada-Messe“ von 1920 war die Künstlerin unter anderem mit der 1919 geschaffenen Montage Schnitt mit dem Küchenmesser. Dada durch die letzte Weimarer Bierbauchkulturepoche Deutschlands vertreten. Dieses komplexe Tafelbild, später zu einer Art Ikone des Dadaismus avanciert, unterzog die Kunsthistorikerin Jula Dech sechzig Jahre später einer umfangreichen Untersuchung, indem sie nahezu alle einzelnen Montageelemente systematisch auf den Kontext ihrer medialen Herkunft zurückführte. Mit dieser ihrer Dekonstruktion, als Überarbeitung 1993 in der von Klaus Herding herausgegebenen Taschenbuch-Reihe Kunststück (s. Literatur) erschienen, setzte die Autorin einen neuen methodischen Standard für den Zugang zur Montage allgemein und für den zum dadaistischen Werk Hannah Höchs im Besonderen.
Von Erben der Künstlerin mit einer ersten Sichtung ihres bildnerischen Nachlasses betraut, veranstaltete Jula Dech (zusammen mit Ellen Maurer) aus Anlass von Hannah Höchs 100. Geburtstag Ende 1989 einen ersten Kongress zu ihrem Werk in der Berliner Akademie der Künste. Bei diesem Symposion setzten sich Höch- und DADA-Spezialisten aus Europa und den USA sowohl analytisch-kunsthistorisch als auch künstlerisch-praktisch mit dem Werk der Künstlerin auseinander – umfassend dokumentiert in dem von Dech/Maurer herausgegebenen Band Dada zwischen-reden zu Hannah Höch.
Durch das Hannah Höch-Archiv in der Berlinischen Galerie unter Eberhard Roters wurde die Forschung zum Gesamtwerk der Künstlerin erheblich erweitert und vertieft von u. a. Hanne Bergius, Ralf Burmeister, Karoline Hille, Alma-Elisa Kittner, Maud Lavin, Maria Makela, Ellen Maurer, Cornelia Thater-Schulz, Cara Schweitzer, Eva Züchner.
Das Museum of Modern Art in New York befasste sich ausführlich in diversen Ausstellungen mit der Berliner Dada-Gruppe und Hannah Höch.
Im Berliner Bröhan-Museum, dem Landesmuseum für Jugendstil, Art déco und Funktionalismus, wird vom 16. Februar bis 15. Mai 2022 die Retrospektive Hannah Höch. Abermillionen Anschauungen gezeigt.

## Einzelausstellungen (Auswahl)
- 2023: Hannah Höch - Montierte Welten, Zentrum Paul Klee, Bern, 10. Oktober 2023 bis 25. Februar 2024
- 2022: Hannah Höch – Abermillionen Anschauungen, Bröhan-Museum, Berlin, 16. Februar bis 15. Mai 2022; Museum im Kulturspeicher, Würzburg, 11. Juni bis 4. September 2022.
- 2017: Hannah Höch und die Collage, Bilderbuchmuseum, Troisdorf.[14]
- 2017: Hannah Höch – Auf der Suche nach der versteckten Schönheit, Galerie und Verlag St. Gertrude.[15]
- 2016: Hannah Höch – Revolutionärin der Kunst, Kunsthalle Mannheim[16] und Kunstmuseum Mülheim an der Ruhr.[17]
- 2016: Vorhang auf für Hannah Höch, Kunsthaus Stade.[18]
- 2014: Hannah Höch, Whitechapel Art Gallery, London.
- 2008: Hannah Höch – Aller Anfang ist DADA, Museum Tinguely, Basel.
- 2007: Hannah Höch – Aller Anfang ist DADA, Berlinische Galerie, Berlin.
- 1993: Hannah Höch, Museen der Stadt Gotha.

## Hörspiel
- Bei Hannah Höch, Berlin-Heiligensee, 12. August 1977. Von Bernd Baader. Erstausstrahlung: Bayerischer Rundfunk / Hörspiel und Medienkunst 11. August 2017.
- Weiter in die Nacht. Terminkalender 1937–1939. Textcollage: Herbert Kapfer, Komposition und Realisation: Helga Pogatschar. Produktion: Bayerischer Rundfunk / Hörspiel und Medienkunst 2014.
- Die Künstlerin Hannah Höch. Hanne Bergius im Gespräch mit Julian Doepp, BR PODCAST. BR2. De, 31. Oktober 2014